# DVNO
DVNO é uma canção de música eletrônica produzida pelo duo francês Justice do seu álbum de estreia † (Cross). Foi lançada como single em 19 de maio de 2008 no Reino Unido. A música foi adicionada na lista de reprodução do Lado B da Radio 1.

## Antecedentes
O vocalista da música é Mehdi Pinson da banda Scenario Rock, sob o pseudônimo de DVNO. De acordo com o membro da banda Xavier de Rosnay, "DVNO" significa "Divino".

## Clipe musical
Dirigido por So-Me, Yorgo Tloupas e Machine Molle o videoclipe é um vídeo lírico estilizado, apresentando partes da letra da música em forma de famosos logotipos da empresa da era do Scanimate e do início do CGI. Os logotipos de empresas notáveis são os do Channel 4, NBC, PBS, HBO, Sony, Sega, Cannon Films, 20th Century Fox, CBS / Fox Video e Universal Pictures, incluindo o da empresa irmã Universal Parks & Resorts. O segmento final de animação homenageia o logotipo da produção da Cannell Entertainment, com os membros da dupla Xavier de Rosnay e Gaspard Augé fazendo uma aparição.

## No cinema e na televisão
A música apareceu no filme Hitman de 2007, dirigido por Xavier Gens. A canção também foi usada em um comercial para o Discovery Channel em 2007, e apresentada como uma "Web Obsession of the Week" na edição de 14 de março de 2008 da Entertainment Weekly.

## Lista de faixas
1. "DVNO" (Justice Remix)
2. "DVNO" (Surkin Remix)
3. "DVNO" (Sunshine Brothers Mix)
4. "DVNO" (LA Riots Remix)
5. "DVNO" (Les Petits Pilous Remix)Referências

1. ↑  «Machine Molle». machinemolle.com. Consultado em 18 de dezembro de 2024. Cópia arquivada em 19 de abril de 2008
2. ↑  «Seven days in entertainment». ew.com (em inglês). 7 de março de 2008. Consultado em 18 de dezembro de 2024